# サッカーアース
『サッカーアース』は、日本テレビで放送されていたサッカー番組。2006年にこの番組名で放送が開始され、幾度の番組名・放送時間変更を経て2021年3月以降は『サッカー★アース』として放送されていた。
本項目では、『サッカーアース』（『サッカー★アース』）の他、『月刊サッカーアース』『手越祐也&城彰二のサッカーアース』についても記述する。

## 番組概要
番組はTOYOTAプレゼンツ・FIFAサッカークラブワールドカップ、FIFAワールドカップに出場する日本代表選手の話題を中心に、世界各地のサッカーの話題を司会者のナビゲートで紹介する。
2013年からは日本テレビ放送網がAFCチャンピオンズリーグの放映権を獲得したため、同大会についての情報も多く伝えている。
かつては日本テレビ系列局でも放送されていたが、『手越祐也&城彰二のサッカーアース』以降は基本的に日本テレビのローカル放送となっていた。

## 番組名・放送時間
| 放送期間                     | 番組名                          | MC                               | 放送時間                            | 備考                                                                       |
| ---------------------------- | ------------------------------- | -------------------------------- | ----------------------------------- | -------------------------------------------------------------------------- |
| 2006年4月7日 - 2008年3月28日 | サッカーアース                  | GAKU-MC（EAST END）              | 毎週金曜日 24:25 - 24:50（25分）    | NNN加盟30局で同時ネット。                                                  |
| 2008年4月 - 同年12月         | 月刊サッカーアース              | タカアンドトシ（タカ・トシ）     | 毎月第4金曜日 24:55 - 25:55（60分） | 『音楽戦士 MUSIC FIGHTER』の前枠 2008年7月は18日（第3金曜日）に放映        |
| 2009年1月 - 同年3月          | 月刊サッカーアース              | タカアンドトシ（タカ・トシ）     | 毎月第4金曜日 25:50 - 26:50（60分） | 『音楽戦士 MUSIC FIGHTER』の後枠 2009年1月は30日（第5金曜日）に放映        |
| 2009年4月 - 2012年7月        | 月刊サッカーアース              | タカアンドトシ（タカ・トシ）     | 毎月第3日曜日 25:20 - 26:20（60分） | 『NNNドキュメント』の後枠                                                  |
| 2012年10月 - 2020年6月       | 手越祐也&城彰二のサッカーアース | 手越祐也（NEWS）                 | 不定期土曜日 25:35 - 26:35（60分）  | 10月27日から12月1日までは毎週放送 2013年1月26日からはほぼ月1回の不定期放送 |
| 2021年3月 - 2022年3月        | サッカー★アース                 | ぺこぱ（シュウペイ・松陰寺太勇） | 不定期土曜日 26:59 - 27:59（60分）  | 2021年7月17日（土曜日）は13:30 - 14:30に放送。                             |

## 出演者
表記がない人物は出演時点で、日本テレビアナウンサー。

### サッカーアース
MC：GAKU-MC（EAST END）
アシスタント：森麻季
解説者：北澤豪/武田修宏/前園真聖（いずれも元プロサッカー選手、週替わり）

### 月刊サッカーアース
MC：タカアンドトシ（タカ・トシ）
アシスタント：
加藤理恵（女優、2007年4月 - 2008年3月）
佐藤ありさ（モデル、2010年9月 - 2012年7月）
解説者：城彰二（元プロサッカー選手）

### 手越祐也&城彰二のサッカーアース
MC：手越祐也（当時NEWS）
解説者：城彰二（元プロサッカー選手）
アシスタント：
久野静香（2012年10月 - 2015年1月）
畑下由佳（2015年2月 - 2020年6月）

### サッカー★アース
MC：ぺこぱ（シュウペイ・松陰寺太勇）
進行：
畑下由佳（2021年3月 - 、佐藤（ - 9月）、河出、小髙（10月 - ）とローテーション制で出演。）
佐藤梨那（2021年3月 - 9月、畑下、河出とローテーション制で出演。）
河出奈都美（2021年3月 - 、畑下、佐藤（ - 9月）、小髙（10月 - ）とローテーション制で出演。）
小髙茉緒（2021年10月 - 、畑下、河出とローテーション制で出演。）
解説者：
いずれも、元プロサッカー選手。
都並敏史
北澤豪
城彰二

## 番組テーマソング
- GAKU-MC / 桜井和寿 (Mr.Children) 「手を出すな!」
- SOUL'd OUT「MEGALOPOLIS PATROL」
- CHEMISTRY SUPPORTED BY MONKEY MAJIK「輝く夜」

## 主要コーナー
- 蹴刊アース：その週に行われた世界主要各国リーグ戦ダイジェスト（番組の性質上、ヨーロッパと南米のリーグ戦やFIFAクラブワールドカップに繋がる国際カップ戦などが主）
- きょうのジョー識：その週のサッカーの試合、あるいは特集から城が薀蓄を交えてサッカーの常識を解説する

## 過去のコーナー
- Go for 2010～日本代表の挑戦
  - Presented by KIRIN
  - オシムジャパンに関する情報
- 地球一への道
  - Presented by TOYOTA
  - TOYOTAプレゼンツ・FIFAサッカークラブワールドカップに関する情報
- サッカーフライデー：タカアンドトシが世界のサッカーにまつわる三面記事をギャグを交えて説明する（生放送の都合上、カットされることもある）

## スポンサー
- トヨタ自動車

筆頭（90秒）の複数協賛。トヨタは金曜深夜枠としては2005年9月に打ち切られたプリティガレッジにも単独協賛していたが、単独協賛を降板し、その後のガガガガガレッジセール（2006年3月打ち切り）はトヨタを除いた複数協賛となった。その後約半年ぶりに金曜深夜枠のトヨタ協賛（2006年度はキリンビールとの2社筆頭）の番組が復活した。
FIFAクラブワールドカップ期間中はハイライト番組を協賛しているスポンサーがそのままCMを提供している。ただし2007年の大会の場合、他の曜日ではカラーフォント（白地じゅうたん）でクレジットしている（前半と後半でスポンサーを切り替える）が、サッカーアースとして放送される金曜だけは通常フォントで、途中のスポンサーチェンジもなかった。